# Giles Gilbert Scott
Pour les articles homonymes, voir Famille Scott (architectes) et Scott.
Ne doit pas être confondu avec son grand-père, George Gilbert Scott, aussi un architecte.
Sir Giles Gilbert Scott (/dʒaɪlz ɡɪlbɜːt skɔt/), né le 9 novembre 1880 à Hampstead (Londres) et mort le 8 février 1960 à Bloomsbury (Londres), est un architecte britannique.

## Biographie
Giles Gilbert Scott est le fils de George Gilbert Scott Junior, petit-fils de Sir George Gilbert Scott, neveu de John Oldrid Scott et frère d'Adrian Gilbert Scott, une illustre famille d'architectes au Royaume-Uni. Il a fait ses études à l'University College Hospital.
Célèbre pour la réalisation des plans et la direction de la construction d'édifices comme la cathédrale de Liverpool — seule cathédrale gothique intégralement réalisée au XXe siècle —, la bibliothèque de l'Université de Cambridge, ou deux centrales électriques de Londres (Bankside Power Station, actuelle Tate Modern ou encore Battersea Power Station), Giles Gilbert Scott est connu pour son style mêlant le néogothique traditionnel avec le modernisme, alliant l'esprit populaire au fonctionnel dans la construction de ses bâtiments. Il est également le créateur des célèbres cabines téléphoniques rouges londoniennes.
En 1924, après la consécration de la cathédrale de Liverpool, Giles Gilbert Scott fut anobli avec le titre de chevalier par le roi George V.

### Les cabines téléphoniques rouges

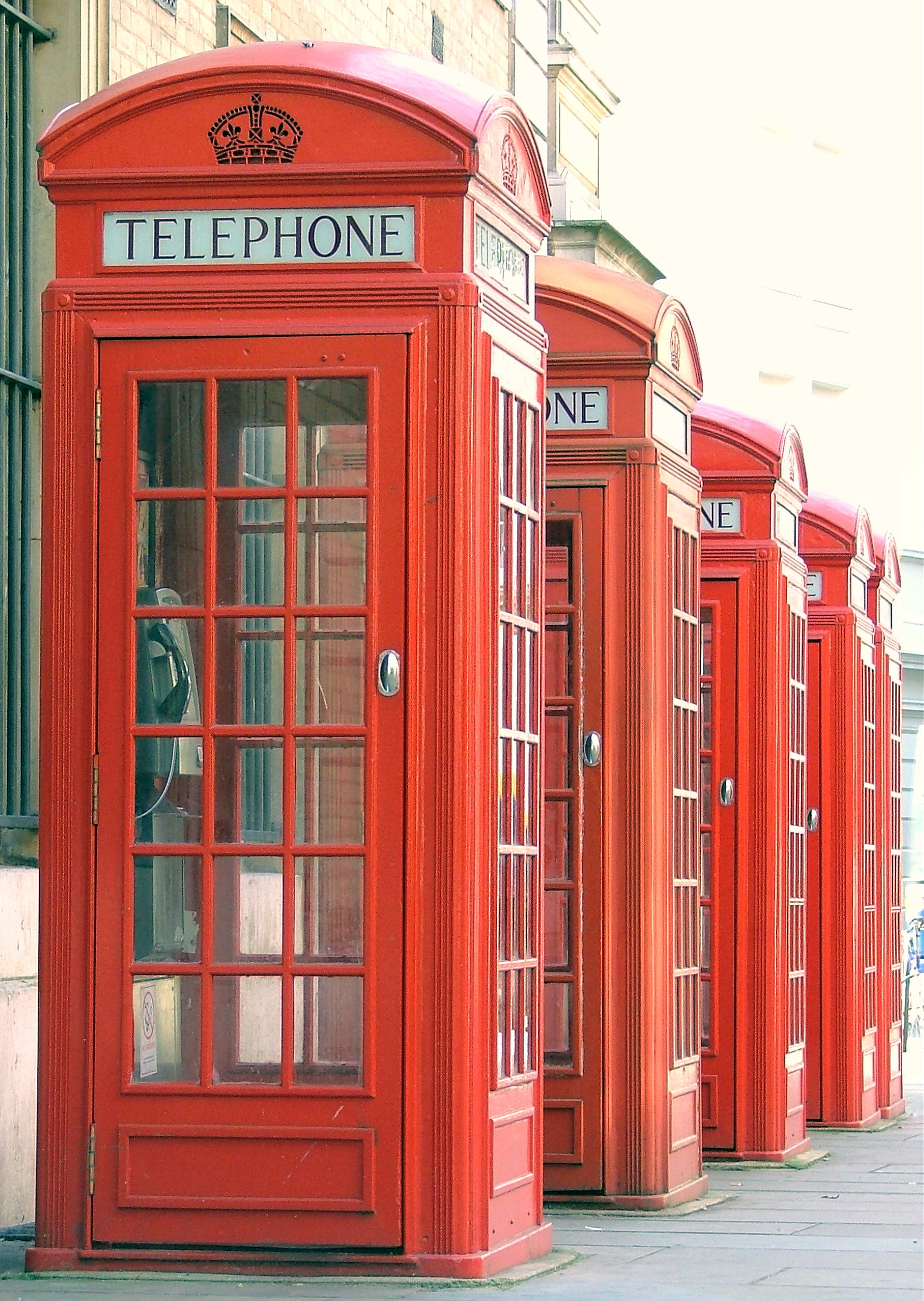
Giles Gilbert Scott est le créateur des cabines téléphoniques rouges londoniennes.

Ces icônes du design du XXe siècle, emblématiques de la Grande-Bretagne au même titre que les bus rouges à impériale ou les taxis noirs, ont été dessinées par Giles Gilbert Scott en 1935 à l'occasion du jubilé du couronnement de George V. « Les cabines du Jubilé » ont été les premières phone boxes standard installées dans le royaume jusqu'en 1968, date d'arrêt de leur fabrication. À l'époque, on en dénombrait 70 000.
En 1995, deux exemplaires ont été offerts à la France à l'occasion du 50e anniversaire du débarquement.
En 2012, il ne restait que 11 000 de ces cabines sur les 51 500 encore en fonctionnement au Royaume-Uni.
BT (British Telecom), l'opérateur historique de télécommunications en Grande-Bretagne, cède les cabines K6 (nom du modèle) à des collectivités locales au prix d'une livre sterling dans le cadre de son programme « adopter une cabine ». Depuis, certaines d'entre elles ont été recyclées et ont permis, par exemple, l'installation d'une épicerie ou d’abris pour défibrillateurs cardiaques.
En avril 2012, BT décidait de vendre aux enchères une soixantaine d'authentiques exemplaires rénovés. Le prix de départ est de 1 950 livres sterling, soit 2 390 euros de l'époque.